# هی-اون-وای
هی-اون-وای (به انگلیسی: Hay-on-Wye) یک شهر بازاری در ولز است که در پویس واقع شده‌است. هی-اون-وای ۱٬۵۹۸ نفر جمعیت دارد.

## خواهرخوانده
شهر تیمبوکتو خواهرخواندهٔ هی-اون-وای هست.